# Сен-Жан-д’Анжели (кантон)
Сен-Жан-д’Анжели (фр. Saint-Jean-d’Angély) — кантон во Франции, находится в регионе Пуату — Шаранта. Департамент кантона — Шаранта Приморская. Входит в состав округа Сен-Жан-д’Анжели. Население кантона на 2006 год составляло 16 160 человек.
Код INSEE кантона 1729. Всего в кантон Сен-Жан-д’Анжели входят 19 коммун, из них главной коммуной является Сен-Жан-д’Анжели.

## Коммуны кантона
- Антезан-ла-Шапель — население 356 чел.
- Аньер-ла-Жиро — население 905 чел.
- Бинье — население 384 чел.
- Курсель — население 435 чел.
- Фонтене — население 369 чел.
- Ла-Бенат — население 410 чел.
- Ла-Вернь — население 606 чел.
- Ланд — население 542 чел.
- Лез-Эглиз-д’Аржантёй — население 521 чел.
- Мазре — население 881 чел.
- Пурсе-Гарно — население 282 чел.
- Сен-Дени-дю-Пен — население 718 чел.
- Сен-Жан-д’Анжели — население 7424 чел.
- Сен-Жюльен-де-л’Эска — население 889 чел.
- Сен-Пардуль — население 206 чел.
- Тернан — население 305 чел.
- Варез — население 578 чел.
- Верван — население 203 чел.
- Вуассе — население 146 чел.